# Emploi au Japon
 (septembre 2016).
L'emploi au Japon est marqué par un faible taux de chômage et l'augmentation de l'emploi précaire depuis les années 2000.

## Contexte

### Emploi régulier: permanent/à vie
Au Japon, l’article 8 de la loi sur le travail à temps partiel définit l'emploi à plein temps pour une durée indéterminée comme un emploi permanent, dont le contenu et la localisation peuvent changer « durant toute la durée et jusqu’à la fin du contrat de travail ». Ainsi, cet emploi permanent implique une absence de limite en matière de tâches, de nombre d’heures ou de lieu de travail, et les employés deviennent en quelque sorte membres de la « communauté » que constitue leur entreprise. Cependant les employés permanents japonais ont peu de risque d'être licenciés : si leur poste n’a plus de raison d’être, ils sont censés être affectés à un autre dans la même entreprise, c'est pourquoi l'on parle au Japon d'emploi à vie (終身雇用, shūshinkoyō).
En conséquence, au lieu de rechercher des travailleurs ayant des qualifications précises, les entreprises japonaises préfèrent recruter une fois par an de nombreux jeunes sortant de l'université, selon leur enthousiasme et leurs aptitudes générales via un recrutement groupé de nouveaux diplômés. De plus, ces salariés voient leur salaire augmenter avec l'âge : un principe appelé nenkō jōretsu (年功序列) que l'on peut traduire par « principe de séniorité », soit un avancement à l'âge.
Le code du travail limite le nombre d’heures supplémentaires à quarante-cinq par mois pour les salariés du secteur privé mais ne s’applique pas aux agents d’État. Ces derniers sont également privés du droit de grève mais bénéficient d'un emploi à vie. En 2018, le nombre d’heures supplémentaires (pour beaucoup non rémunérées) qu’ils effectuent atteint en moyenne cent par mois, ce qui provoque souvent une détérioration de leur état de santé. Cette situation est en partie due à la politique de réduction des dépenses publiques qui a conduit à diminuer de 10% le nombre d’agents entre 2004 et 2020.

### Faible taux de chômage
Le marché du travail au Japon se caractérise par un faible taux de chômage. Proche des 1 % dans les années 1960, le taux de chômage augmente progressivement dans les années 1970 pour atteindre un pic en 1986 et 1987 de 2,8 %. Reparti à la hausse dans les années 1990, il atteint un plus haut historique à 5,4 % en 2002. Passé sous le seuil des 4 % (pour la première fois depuis mars 1998) entre avril et août 2007, il remonte au mois de septembre à 4 %. À la suite de la crise économique de 2008-2010, le taux de chômage a de nouveau dépassé la barre des 5 %, atteignant un taux historique de 5,7 % en juillet 2009. En mai 2010, il était à 5,2 %, soit 3,7 millions de personnes. En mai 2014, le chômage atteint son plus bas niveau depuis 16 ans, avec un taux de 3,5 %. En octobre 2015, le taux de chômage tombe à 3,1 % de la population active, le plus bas taux de chômage dans le pays depuis vingt ans, malgré une absence de croissance. Ce taux continue de baisser jusqu'en 2019, avant de remonter brusquement en 2020 lors de la crise économique liée à la pandémie de Covid-19,.
Cette situation de quasi plein emploi a été réalisable grâce à la mise en place d’une politique de flexibilité de la législation du travail envers laquelle les entreprises se sont montrées enthousiastes, et à l'augmentation des emplois précaires. Le vieillissement de la population et l'exclusion d'une partie des femmes du monde du travail aboutit de plus à un faible nombre de demandeurs face au nombre d'offres. Le « chômeur type » est ainsi un homme entre 35 et 55 ans, trop vieux pour occuper les emplois précaires destinés aux jeunes, mais trop jeune pour décrocher des emplois de fin de carrière. Ce faible taux de chômage n'est pas lié à la croissance qui reste faible au Japon depuis les années 1990 (croissance qui passe surtout par les gains de productivité).

### Augmentation de l’emploi «non-régulier»
À partir des années 1990, les entreprises ont réduit le recrutement d'employés à vie, et le marché du travail a été marqué par la progression régulière de l’emploi dit « non-régulier », qui englobe CDD, intérim, arubaito (freeter) et travailleurs à temps partiel, et qui s’oppose à l’emploi dit « régulier », qui comprend tous les contrats déterminés à temps plein. En effet, l’emploi « irrégulier » représentait au deuxième semestre 2007 près d'un tiers (33,2 %) de la population active du Japon contre 17,6 % en 1987. En décembre 2015, d'après le ministère de la Santé, du Travail et des Affaires sociales japonais, il aurait franchi la barre des 40 %. Notons qu’une loi incitant les entreprises à ne pas discriminer les employés à temps partiel par rapport aux salariés à temps plein a été mise en place au début du mois d’avril 2008. De plus, un amendement de la loi sur les contrats de travail a été opéré en août 2012, afin qu'un contrat à durée déterminée renouvelé sur une période de cinq ans puisse aboutir à un contrat à durée indéterminée, sans que cela soit toutefois un emploi permanent.
Pour des raisons techniques, il est temporairement impossible d'afficher le graphique qui aurait dû être présenté ici.

(D'après les donnes du Labor Force Survey).
Le salaire minimum est défini localement par les préfectures : en octobre 2024, il s'établissait en moyenne de 1 054 yens.

### Vieillissement de la population et diminution de la main d’œuvre
Aujourd’hui, le vieillissement de la population, de par son effet sur la population active (-3,1 % en un peu plus de dix ans), oblige le gouvernement japonais à compléter sa politique de création d’emploi par des mesures incitant davantage une frange de la population en retrait du marché du travail, à savoir les jeunes, les seniors et les femmes, à (re)trouver une activité professionnelle et participer ainsi à la vie économique du pays.
En 2009, les directeurs généraux des entreprises japonaises avaient en moyenne 59 ans, contre 52 en 1980, selon une étude de Teikoku Databank. Ces directeurs sont des hommes dans 94 % des cas.
En 2017, le nombre de personnes de 65 ans et plus employées a atteint le chiffre record de 8,07 millions, soit 370 000 de plus qu’en 2016. Cela  représentait 12,3 % de la population active japonaise (65,3 millions).
En février 2018, le Premier ministre Shinzō Abe réfléchit à faire reculer l'âge maximal de la retraite des fonctionnaires de 70 à 80 ans. Cette mesure, du moins dans un premier temps, ne viserait que les travailleurs volontaires. Beaucoup de personnes âgées ne peuvent cependant pas faire autrement, 19% d'entre elles vivant sous le seuil de pauvreté, ce qui constitue un record pour un pays industrialisé.
La diminution de la population active pousse également le Japon à s'ouvrir aux travailleurs étrangers, qui étaient 1,8 million en 2022, soit plus du double en dix ans (680 000 en 2012). Par nationalité, ces travailleurs sont principalement des Vietnamiens (462 000 personnes, 25 % du total), des Chinois (385 000, 21 %), et des Philippins (206 000, 11 %). En 2012, ces travailleurs étrangers étaient majoritairement chinois (40 %).

## Recherche d'emploi

### Pour les Japonais
Il y a deux types de CV utilisés pour le recrutement : le rirekisho (履歴書) et le shokumukeirekisho (職務経歴書). Le rirekisho est structuré différemment du CV français ou anglo-saxon. C'est un formulaire de quatre pages que l'on se procure dans le commerce (papeterie) ou sur Internet et que l'on remplit à la main. Les rubriques à compléter sont : état civil, adresse, études suivies et formation, expériences professionnelles, passions, motivation du candidat. Il est surtout utilisé pour les emplois « non-réguliers » ou pour les recrutements des jeunes diplômés. Pour les changements de postes ultérieurs, il est complété par le shokumukeirekisho, plus détaillé, au format libre se rapprochant beaucoup du CV français ou anglo-saxon.
Si les salons de l'emploi existent toujours, ils ciblent surtout les étudiants en fin d'études. Pour les postes à temps partiel comme pour les recrutements permanent, les offres sont maintenant majoritairement publiées sur internet.

### Pour les étrangers
Le Japon a longtemps pratiqué une politique d'immigration de travail restrictive et conditionnait l'octroi de visa de travail à un niveau d'études minimum. Cependant, la situation a fortement évolué à partir des années 1990 et à connu une accélération plus importante à partir des années 2010. Le visa de travail existant a été complété par de nombreux programmes et dispositifs complémentaires.
À partir des années 1990, des facilités d'attribution de visa de travail sans condition de niveau d'études ont été offertes aux descendants de première ou deuxième génération d'émigrés japonais, notamment vivant en Amérique du Sud. Elles ont ensuite été progressivement étendues aux descendants de 3e, 4e puis 5e générations.
En 1993, le gouvernement japonais lance le Programme des Stagiaires techniques (en) qui formalise les filières d'immigration de travailleurs peu qualifiés mises en place par les entreprises depuis les années 1960. Sous le principe de former des travailleurs étrangers pour élever le niveau technique à leur retour dans leur pays, ce programme sert surtout de filière de recrutement pour les postes non qualifiés que les entreprises japonaises dans l'agriculture, l'industrie ont de plus en plus de mal à pourvoir. Le programme est souvent pointé du doigt pour ses violations des droits humains voire qualifié de programme d'esclavage moderne. Malgré cela, le nombre des stagiaires techniques a ainsi plus que doublé entre 2012 et 2023, passant de 151 482 à prés de 510 000 personnes venant majoritairement des pays d'Asie proches.
Ce programme ne suffisant pas à pourvoir aux besoins, le visa de Specified Skilled Workers a été mis en place en 2019, simplifiant d'autant plus l'accès aux métiers du soin, dans l'agriculture et en usine. Les objectifs d'attribution de ce statut ont été doublés en 2024.
À l'opposé du spectre, un système de visa de haute qualification (Highly Skilled Foreign Professional) a été mis en place en mai 2012, offrant des avantages additionnels aux candidats, pour attirer des chercheurs, des ingénieurs et des cadres d'entreprises. 
Suivant les programmes, des filières spécifiques de recrutement sont mises en place. Dans le cas général, le processus de recrutement est généralement similaire à celui des candidats japonais en milieu de carrière. Un niveau minimum de japonais est souvent demandé, mais varie grandement en fonction des postes et des entreprises. Depuis les années 2010, de nombreuses entreprises mettent en avant des postes où le japonais n'est pas nécessaire voire, comme Rakuten, Sharp, Shiseido ou Fast Retailing, font de l'anglais leur langue interne de référence pour attirer plus de candidats.
Par ailleurs, de nombreux commerces sont dépendants des étudiants étrangers travaillant à temps partiel pendant leurs études.